# Amen.
Amen. je koprodukční filmové drama z roku 2002. V produkci Francie, Německa a Rumunska je natočil režisér Constantin Costa-Gavras. Příběh byl volně inspirován hrou Rolfa Hochhutha, jež měla premiéru v roce 1963 a poprvé veřejně kritizovala papeže Pia XII. za jeho postoje a vazby k nacismu. Příběh reálné postavy poručíka SS Kurta Gersteina v podání německého herce Ulricha Tukura se prolíná se světem diplomatických her Vatikánu. Pojítko mezi nimi tvoří fiktivní postava mladého jezuitského kněze Riccarda Fontany, jehož hrál Francouz Mathieu Kassovitz.

## Postavy a obsazení
| Ulrich Tukur       | Kurt Gerstein                  |
| Mathieu Kassovitz  | Riccardo Fontana               |
| Ulrich Mühe        | doktor                         |
| Michel Duchaussoy  | kardinál                       |
| Ion Caramitru      | hrabě Fontana, Riccardův otec  |
| Marcel Iureș       | papež                          |
| Sebastian Koch     | Hoss                           |
| Friedrich von Thun | Gersteinův otec                |
| Antje Schmidt      | paní Gersteinová, Kurtova žena |
| Hanns Zischler     | Grawitz                        |
| Erich Hallhuber    | Von Rutta                      |